# Primo Levi
Primo Levi (Torino, 1919. július 31. – Torino, 1987. április 11.) olasz író, partizán, kémikus, holokauszt-túlélő.

## Élete

### Ifjúsága
Levi 1919-ben született Torinóban, a Corso Re Umberto 75. szám alatt. Felvilágosult, emancipált zsidó család sarja volt. Apja, Cesare Luzzati a Ganz vállalatok munkatársaként sok időt töltött Magyarországon, a cég központjában. Cesare szenvedélyes olvasó volt, aki autodidakta módon képezte magát. Levi édesanyja, Ester (vagy ahogy mindenki hívta: Rina) tanult hölgy volt, aki az Istituto Maria Letizia iskolában tanult. Ő is szenvedélyes olvasó volt, zongorán játszott, valamint folyékonyan beszélte a francia nyelvet. Rina és Cesare házasságát Rina apja szervezte meg. Az esküvőjük napján az apa nekik adta a lakást, amelyben született, s ahol Primo Levi szinte egész életét töltötte. 1921-ben született meg Levi húga, Anna Maria, aki egész életében nagyon közel állt hozzá. 1925-ben íratták be a Felice Rignon elemi iskolába. Vékony, érzékeny gyermek volt, félénk kisfiú, aki csúnyának hitte magát. Társai közül kiemelkedett intellektuális képességeivel. Az iskola fennmaradt dokumentumaiból kiderül, hogy hosszabb időszakokat otthon töltött, ekkor magántanárok tanították, először Emilia Glauda, később Marisa Zini, a filozófus Zino Zini lánya. A nyarakat anyjával Torinótól délre, egy farmon töltötte, amelyet Rina bérelt. Apja a városban maradt, egyrészt mert nem kedvelte a vidéki életet, másrészt mert hűtlen volt feleségéhez.

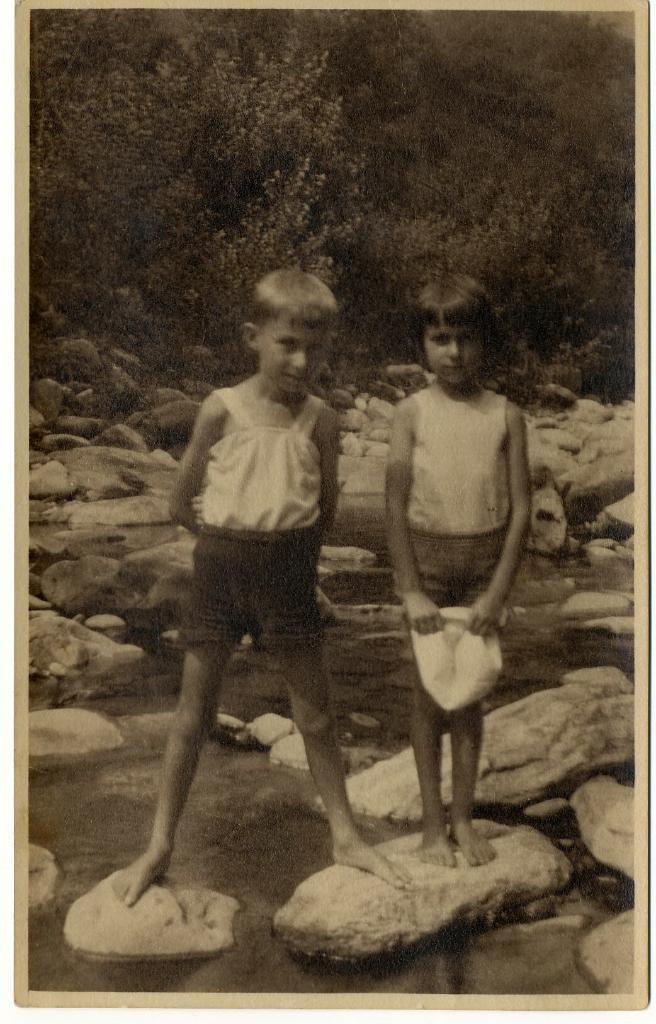
A gyermek Primo Levi testvérével, Anna Mariával

1930 szeptemberében a Massimo d'Azeglio gimnázium tanulója lett, egy évvel fiatalabban, mint az intézmény felvételi szabályzatában előírt kor. Az osztályban ő volt a legfiatalabb és a legokosabb, valamint az egyetlen zsidó. Ezen okok miatt osztálytársai kiközösítették. 1932 augusztusában, két évi, a torinói tóraiskolában való tanulás után a helyi zsinagógában bar-micvója volt. 1933-ban, ahogy azt az összes olasz iskolástól elvárták ő is csatlakozott az Avanguardistihez, a fiatal fasiszták szervezetéhez. A fegyveres kiképzést úgy kerülte el, hogy a sí-különítményhez csatlakozott, s minden szombatot a várost övező lejtőkön töltött. Fiatal fiúként több, főleg mellkasi fertőzésen esett át, ennek ellenére szívesen vett részt ezeken a programokon. Tizenéves korában néhány barátjával együtt be-beszökött egy használaton kívüli sportcsarnokba, ahol atlétikai versenyeket tartottak.
1937-ben a hadügyminisztériumba idézték azzal a váddal, hogy nem tett eleget az Olasz Hadiflotta behívóparancsának – mindezt egy nappal a záróvizsgája előtt, melyen Olaszországnak a spanyol polgárháborúban való részvételéről írt volna, Thuküdidészt választva mottóul: „Legnagyobb érdemünk, hogy a legbátrabbak vagyunk”. Zaklatott és rémült volt a vád miatt, ezért – életében először – elbukott a vizsgán. Apjának végül sikerült őt a haditengerészettől megszabadítania azon a módon, hogy elintézte felvételét a fasiszta milíciába (Milizia Volontaria per la Sicurezza Nazionale). E szervezet tagja volt egészen első egyetemi évéig, egész addig, amíg az itáliai zsidótörvények hatására, 1938-ban ki nem zárták. Levi később ezeket az eseményeket a Fra Diavolo on the Po című elbeszélésében írta meg. Ezután átdolgozta, s végül sikerrel letette záróvizsgáját, majd októberben jelentkezett a Torinói Egyetem kémiaszakára. Nyolcvanan próbáltak felvételt nyerni e szakra, Levi három hónapot töltött kemény tanulással, majd februárban a kollokvium után egyike lett azon húsz jelentkezőnek, akit végül felvettek.
A liberális időszakban, az olasz fasizmus kezdeti időszakában a zsidók sok fontos posztot tölthettek be az irodalomban, a tudományban és a politikában is. 1929-ben Mussolini aláírta a katolikus egyházzal a lateráni egyezményt, amely a katolikus vallást tette államvallássá, engedélyezte az egyház egyre nagyobb térfoglalását az oktatásban és a közéletben, s a többi vallást „elfogadott kultusszá” minősítette. 1936-ban az abesszíniai háború s az a rendszer, amelyet „olasz gyarmati birodalom”-nak hívtak, ismét előtérbe helyezte a faji kérdést. Ezen események, valamint Olaszország 1940-es szövetsége Hitler Németországával radikálisan megváltoztatta az olasz zsidók helyzetét.
1938 júliusában ismert olasz tudósok egy csoportja közzétette a Manifesto della razza című írást, faji és antiszemita, régi és modern forrásokból származó teóriák keverékét. Ez az irat szolgált alapul az októberben elfogadott olasz faji törvények számára, amelyek alapján az olasz zsidók elvesztették alapvető polgári jogaikat, közhivatalokban betöltött állásukat s a vagyonukat. Könyveiket betiltották, zsidó szerzők nem publikálhattak többé olyan sajtótermékekben, amelyek árja tulajdonban voltak. Azon zsidó egyetemi tanulók, akik már egy oktatási intézmény hallgatói voltak, befejezhették tanulmányaikat, de újabbakat az egyetemek már nem vehettek fel. Levi egy évvel korábban érettségizett, így diplomát tudott szerezni.
1939-ben hegymászással kezdett foglalkozni. Barátja, Sandro Delmastro tanította meg a hegymászás technikájára, ketten sok hétvégét töltöttek együtt a Torino környéki hegyekben. A fizikai erőfeszítés, a veszély és az állandó harc az elemekkel segített neki kiadni magából frusztrációit, ahogy ezt az Il sistema periodico című, 1975-ben megjelent kötete Vas című fejezetében írta. 1940 júniusában Olaszország Németország szövetségeseként hadat üzent Nagy-Britanniának és Franciaországnak, az első szövetséges légitámadás két nappal később érte a várost. Levi a légitámadások alatt is folytatta tanulmányait. Családját újabb csapás érte: apja vastagbélrák miatt ágyhoz kötött beteg lett.

### Diplomától a holokausztig
Az új faji törvények, s az egyre erősebb fasizmus miatt Levi nagyon nehezen talált szupervízort diplomamunkájához, amelyet a Walden-féle inverzióból, a szénatom aszimmetriájából írt. Végül Niccolò Dallaporta segítségével 1941-ben diplomázott le, a zsidótörvények azonban megakadályozták abban, hogy végzettségéhez illő állást szerezzen. 1941 decemberében végül titokban kezdett dolgozni egy azbesztbányában Balangero városban. Munkája célja nikkel kivonása volt a bánya meddőjéből, Levi ezt a munkát nagy örömmel kezdte végezni. Megértette, hogy ha sikerrel jár, akkor ezzel a német hadigépezetet fogja segíteni, amely állandó nikkelhiánytól szenvedett. A munka megkövetelte Levitől, hogy álnéven, hamis papírokkal dolgozzon. 1942 márciusában, miközben ő a bányában dolgozott, apja meghalt. Levi júniusban felhagyott a bányában végzett munkájával, s Milánóban kezdett dolgozni, a svájci székhelyű A Wander cégnél, amely cukorbetegség elleni, növényekből kivont hatóanyagokkal kísérletezett. Azért vállalta el ezt a munkát, mert – mivel svájci volt a cég – megkerülhette a faji törvényeket. Hamar kiderült, hogy a kísérletek sikertelenek, de ezt senkinek sem állt érdekében kimondani.
1943 júliusában III. Viktor Emánuel olasz király megfosztotta hatalmától Mussolinit, s új kormányt nevezett ki Pietro Badoglio marsall vezetésével. Olaszország szeptember 3-án fegyverszünetet kötött a szövetséges hatalmakkal, erre válaszul német csapatok szállták meg Észak- és Közép-Olaszországot, kiszabadítva a bebörtönzött Mussolinit, kinevezve az Olasz Szociális Köztársaság (valójában német bábállam) vezetőjévé. Levi visszatért Torinóba, hogy megkeresse anyját s nővérét, akik a La Saccarelló-i hétvégi házukba menekültek. Mindhárman Saint-Vincentbe mentek, ahol elrejtőztek. Üldözött, a kormány által internált zsidókként Amay hegyoldalán Col de Joux felé menekültek. Amay a szökött rabok s a németek elől menekülők egyik útvonala volt.
Az olasz ellenállási mozgalom egyre komolyabb tevékenységet fejtett ki a németek által megszállt területeken. Levi és néhány bajtársa eljutott az Alpok lábához, s 1943 októberében partizáncsapatot alapítottak abban a reményben, hogy sikerül kapcsolatba kerülniük a Giustizia e Libertà mozgalommal. Mivel nem rendelkeztek megfelelő kiképzéssel egy ilyen vállalkozáshoz, Levit és csapatát december 13-án elfogta a fasiszta milícia. Amikor közölték velük, hogy agyonlövik őket partizántevékenység miatt, Levi bevallotta, hogy zsidó. A Modena melletti Fossoli internálótáborába került, ahol amíg a tábor olasz fennhatóság alatt volt, nem esett bántódása.

### Auschwitz

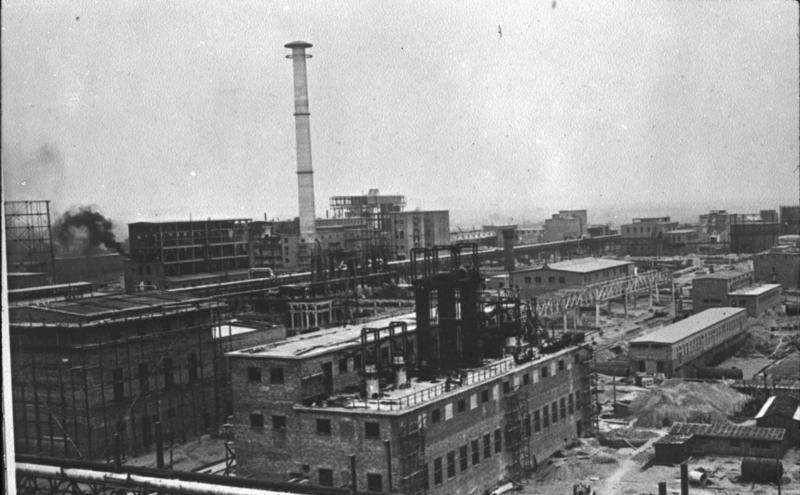
Az IG Farben gyára Monowitzban

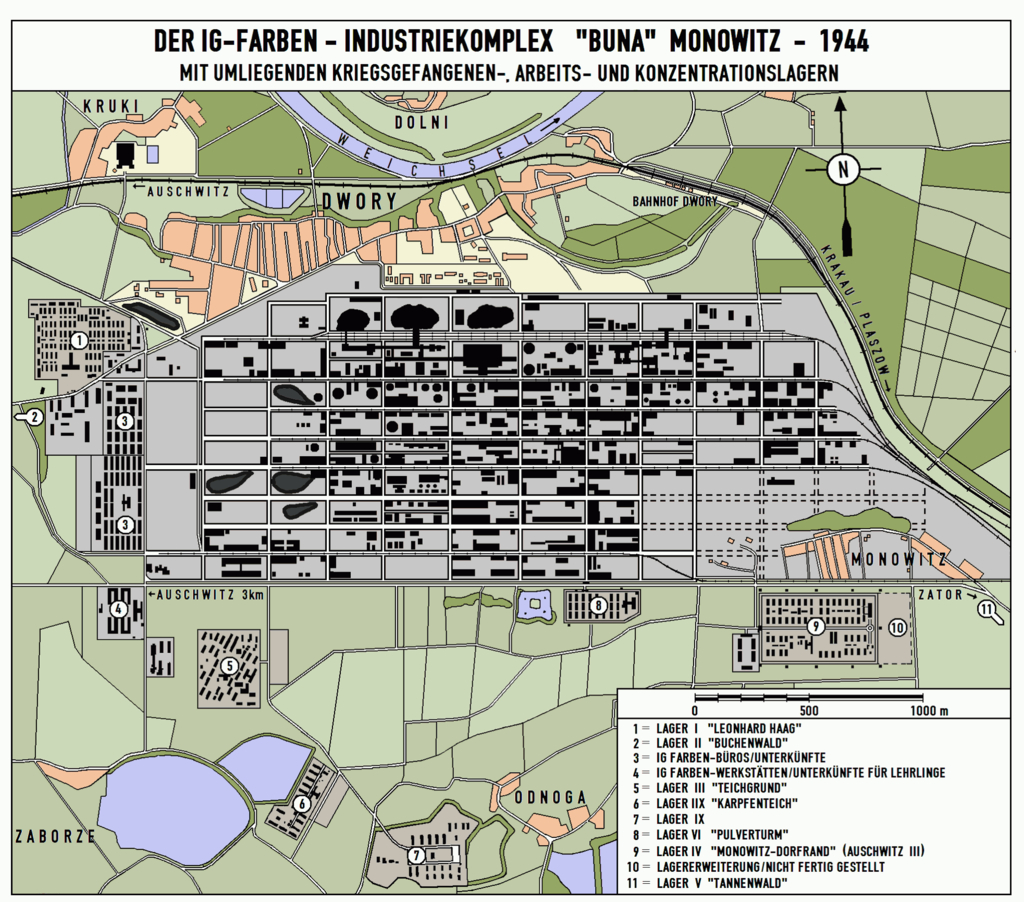
A monowitzi koncentrációs tábor és a Buna Werke

Fossolit elfoglalták a nácik, akik azonnal elkezdték a tábor zsidó lakóinak deportálását a kelet-európai koncentrációs táborokba. A második, tizenkét marhavagonból álló transzport 1944. február 21. indult Levivel és társaival Monowitz, az auschwitzi koncentrációs tábor egyik főtábora felé. Levi (fogolyszáma 174517) tizenegy hónapot töltött itt, amíg a szovjet hadsereg 1945. január 18-án fel nem szabadította a tábort. A transzportjában utazó 650 olasz zsidóból mindössze tizenketten élték túl a viszontagságokat. A táborba érkező új fogoly várható élettartama mindössze három-négy hónap volt.
Levi tudott valamennyire németül, mivel olvasott e nyelven írott kémiai publikációkat. Arra törekedett, hogy minél gyorsabban beilleszkedjen a tábor életébe anélkül, hogy magára vonná a privilegizált fogvatartottak figyelmét. Kenyérrel fizetett egy régebben érkezett, tapasztaltabb olasz fogolynak német nyelvleckékért és az auschwitzi túléléshez szükséges információkért. Minden nap egy kicsempészett levesadagot kapott Lorenzo Perronétól, egy civil kőművestől, aki kényszermunkás volt a táborban. Szakképzettsége végül hasznosnak bizonyult: 1944 novemberének közepén mint asszisztens tevékenykedett az IG Farben Buna Werke laboratóriumában Auschwitzban, amely szintetikus gumit akart előállítani. Azzal, hogy nem kellett kemény fizikai munkát végeznie a kinti fagyban, jelentősen megnövekedtek túlélési esélyei. A laboratóriumból, ahol dolgozott, különböző nyersanyagokat csempészett ki, ezt élelemre cserélte. Röviddel a tábor felszabadítása előtt skarlátot kapott, s a tábor kórházába került. 1945. január 18. hajnalán az SS a szovjet csapatok közeledése miatt kiürítette a tábort, a súlyos betegek kivételével az összes foglyot egy, a frontvonaltól távolabbi helyre terelve. Ezt a halálmenetet a foglyok legtöbbje nem élte túl, Levit a betegsége megkímélte ettől a sorstól. Annak ellenére, hogy január 27-én szabadon engedték, Levi csak október 19-én ért vissza Torinóba. Miután bizonyos időt szovjet táborban töltött, volt koncentrációs tábori foglyok közt, megkezdte hosszú és fáradságos utazását haza. Útitársai olyan olasz volt hadifoglyok voltak, akik az Olasz Hadsereg katonáiként estek fogságba a Szovjetunióban. Hazaútja Lengyelországon, Fehéroroszországon, Ukrajnán, Románián, Magyarországon, Ausztrián és Németországon át vezetett. Későbbi munkáiban megjegyzi, hogy ebben az időszakban millió és millió hazafelé tartó ember töltötte meg az utakat és a vasutakat Európa-szerte.

### Írói karrierje

#### 1946–1960
Levi csaknem felismerhetetlen volt, amikor hazatért. Arcát eltorzította az éhezési ödéma, ápolatlan volt, és egy régi szovjet egyenruhát viselt. A következő néhány hónapban megerősödött, újra felvette a kapcsolatot a holokausztot túlélt családtagjaival és barátaival, majd munkát keresett. Pszichés traumától szenvedett, amelyet a koncentrációs táborban szerzett. Torinóban nem lelt munkahelyre, ezért megpróbált munkát találni Milánóban. Sokat utazott vonaton, itt kezdett útitársainak mesélni az Auschwitzban átélt szenvedésről. Az 1946-os zsidó újévi ünnepségen megismerkedett Lucia Morpurgóval, aki felajánlotta, hogy megtanítja táncolni. Levi beleszeretett a nőbe. Ezidőtájt kezdett költeményeket írni auschwitzi élményeiről.
1946. január 21-én munkába állt a Du Pont Company Torino melletti gyárában. Mivel a háború után még nem állt helyre a rendszeres vasútforgalom, Levi munkanapokon a gyár szállóján maradt, ez a zavartalan írás lehetőségét adta meg számára. Itt kezdte el írni a Se questo è un uomo című műve első változatát. Minden nap feljegyzéseket készített emlékeiről a keze ügyébe kerülő papírdarabokra, vonatjegyekre stb. Február végére tíz oldallal készült el, amely a tábor utolsó tíz napját írta le a németek elvonulásától a szovjet hadsereg érkezéséig. Ahogy minden éjjel legépelte az emlékeit, lassan formát öltött a mű. December 22-én készült el a kézirattal. Lucia, aki ekkor már viszonozta Levi érzéseit, segített a mű végső szerkesztésében. 1947 januárjában Levi elvitte a kész művet néhány kiadóhoz. Natalia Ginzburg (született Levi) javaslatára Giulio Einaudi elutasította a mű kiadását, mivel a háború által okozott sebek még túl mélyek voltak az olasz társadalomban, s Levinek még nem volt annyi irodalmi tapasztalata, hogy mint írónak reputációja legyen. Később egy kis kiadó vállalkozott a munka megjelentetésére, Franco Antonicelli kiadója, akihez annak húga barátján keresztül jutott el. Antonicelli egy kicsi, amatőr kiadót vezetett, de antifasiszta meggyőződése miatt támogatta a kötet megjelentetését.
1947 végén Levi hirtelen kilépett munkahelyéről, s egy régi barátjával, Alberto Salmonival kémiai tanácsadásba kezdtek, irodájuk Salmoni szülei házának legfelső emeletén volt. Életének ebben az időszakában szerzett élményei közül sok megtalálható későbbi írásaiban. A cég bevételének nagy részét ón-klorid előállításából és annak tükörkészítőknek való eladásából szerezte, az instabil vegyszert kerékpáron szállították a megrendelőknek. Kíséreteiket, amelyekben hüllők ürülékéből rúzst, illetve fogak befestésére való színes zománcfestéket akartak előállítani később rövid novellákban örökítette meg. Laboratóriumukban több baleset is történt, emiatt Salmoni háza kellemetlen szagokkal és maró hatású gázokkal volt sokszor telítve.
1947 szeptemberében Levi feleségül vette Luciát, egy hónappal később, október 11-én pedig megjelent a Se questo è un uomo, összesen kétezer példányban. 1948 áprilisában Lucia terhes lett első gyermekükkel, Levi pedig úgy döntött, hogy a független vegyészi tevékenység nem nyújt biztos megélhetést, ezért elfogadta az Accatti cég ajánlatát, s náluk kezdett dolgozni. 1948 novemberében megszületett leánya, Lisa. Ebben az időszakban barátja, Lorenzo Perrone mentális és fizikai állapota erősen megromlott. Ő volt az a kényszermunkás Auschwitzban, aki Levinek adta étele egy részét anélkül, hogy bármit kérjen cserébe, így megmentve Levi életét. Levi emlékeiben Lorenzo alakja szemben áll a rabok és az őrök alakjaival, olyasvalaki, aki meg tudta őrizni emberségét az embertelenségben is. A háború után Lorenzo nem tudott megbirkózni az átélt szörnyűségek okozta lelki traumával, alkoholizmusba süllyedt, s noha Levi megpróbálta megmenteni, 1952-ben elhunyt.
1950-ben, miután az Accatti cégnél bebizonyította rátermettségét, technikai igazgatóvá nevezték ki. E minőségében sokat utazott külföldre, többek közt Németországba is, ahol kapcsolatokat teremtett német üzletemberekkel és tudósokkal. Tárgyalásai alatt mindig rövid ujjú inget viselt, hogy így gondoskodva arról, hogy a karjára Auschwitzban tetovált szám látható legyen. Bekapcsolódott a koncentrációs táborokban történt szörnyűségek emlékét megőrző, azokat az utókor számára rögzítő szervezetek munkájába is. 1954-ben ellátogatott Buchenwaldba, a tábor felszabadításának kilencedik évfordulójára rendezett megemlékezésre. Kötelességtudóan részt vett számos más, hasonló rendezvényen is, ahol elmesélte saját tapasztalatait. 1957-ben megszületett fia, Renzo, akit megmentőjéről, Lorenzo Perronéról nevezett el.
Noha Italo Calvino igen pozitív kritikát írt a Se questo è un uomo című művéről, csupán 1500 példány kelt el a kinyomtatott mennyiségből. 1957-ben végül kiadta Einaudi is átdolgozott formában, s népszerűsítette is a munkát. 1958-ban Stuart Woolf, szorosan együttműködve Levivel angol nyelvre fordította a művet, s 1959-ben az Egyesült Királyságban is megjelent a könyv, az Orion Press gondozásában. Még abban az évben Heinz Riedt – ugyancsak Levi felügyelete mellett – német nyelvre fordította. Mivel Levi elsődleges szándéka a könyv megírásával az volt, hogy tudassa a német néppel, hogy mit követtek el a nevében, s e tettekért legalább részben vállalja a felelősséget, talán ez a fordítás a legfontosabb.

#### 1961–1974
1961 elején kezdte írni La tregua című művét, a munka 1963-ban jelent meg, csaknem 16 évvel első kötetének megjelenése után. Ebben az évben megnyerte Premio Campiello Irodalmi Díjat. A mű a későbbi kiadásokban gyakran egy kötetben jelenik meg Se questo è un uomo című munkájával, mivel az író Auschwitzból való hosszú hazaútjáról szól. Levi elismertsége egyre nőtt. Gyakran publikált a La Stampa című torinói lapban is. Azon kezdett dolgozni, hogy mint író hírnevet szerezzen az auschwitzi emlékektől eltérő témák feldolgozásával is. 1963-ban szenvedett először komolyan depressziótól. Két kisgyermeke volt, s felelős, komoly beosztásban dolgozott egy olyan gyárban, ahol a legkisebb baleset is szörnyű következményekkel járhatott. Sokat utazott, s egyre elismertebb közéleti személyiséggé vált, de az akkor már húsz éve történt borzalmas események még mindig kísértették. A mai pszichológia már jobban ismeri a korábban átélt traumák és a később kialakuló depresszió közti összefüggéseket, de az 1960-as évek elején ezen összefüggések még nem voltak ennyire nyilvánvalóak. Az orvosok számos gyógyszert írtak fel Levinek az évek során, ám ezek hatása és mellékhatásai változóak voltak.
1964-ben Levi közreműködött egy, a Se questo è un uomón alapuló, a RAI által készített rádiójátékban, majd 1966-ban ugyanezen műve színházi feldolgozásában. Két tudományos-fantasztikus novellagyűjteményt is közreadott Damiano Malabaila álnéven, ezekben etikai és filozófiai kérdésekkel foglalkozott, különböző találmányok társadalomra gyakorolt hatásait írta le bennük, amelyeket ugyan sokan hasznosnak tarthatnak, ám később súlyos következményekkel járhatnak. A gyűjtemények címei Storia naturali (1966) és Vizio di forma (1971) volt, magyar nyelven a Galaktika közölt néhányat közülük. 1974-ben Levi félig-meddig visszavonult gyári munkájától, hogy több ideje legyen az írásra. Döntésében szerepet játszott az is, hogy letegye a festéküzem irányításával rá háruló terheket.

#### 1975–1987
1975-ben megjelent verseinek első gyűjteményes kiadása L'osteria di Brema címen. Ezután két, széles körben elismert memoárt írt, Lilit e altri racconti (1978) és Il sistema periodico (1975) címmel. A Lilit e altri racconti olyan karakterekkel foglalkozik, akiket a életének fogságban töltött szakaszában ismert meg. Az Il sistema periodico rövid írások gyűjteménye, s tartalmaz két olyan novellát is, amelyeket még Auschwitz előtt írt. Mindegyik történet valamilyen módon egy-egy kémiai elemhez kapcsolódik. A művet a London's Royal Institution 2006. október 19-én a valaha volt egyik legjobb tudományos könyvnek szavazta meg. 1977-ben, 58 éves korában Levi szinte teljesen visszavonult gyári munkájától, csupán részmunkaidős tanácsadói posztot töltött be, s minden idejét az írásnak szentelte. Újabb műve, a La chiave a stella (1978) nehezen bekategorizálható alkotás, egyes elemzők szerint rövid történetek sora munkáról és munkásokról, mindez egy narrátor által elmesélve, aki az író megszemélyesítésének tekinthető. Más elemzések szerint a mű voltaképp regény, összefüggő történetekkel és karakterekkel. A cselekmény egy, a Fiat által a Szovjetunióban üzemeltetett gyárvárosban, Togliattigrádban játszódik, egy mérnökről szól, akitől mások függenek. A mű filozófiája, hogy a munkafeladat teljesítéséhez büszkeség szükséges. A művet baloldali kritikusok azért bírálták, mert nem írta le a Fiat összeszerelő-üzemének szigorú munkakörülményeit. A La chiave a stella 1979-ben elnyerte a Strega-díj-at, sok, benne szereplő történet nyilvánvalóan a szerző saját tapasztalatain alapul.
Levi 1984-ben publikálta egyetlen igazi regényét, Se non ora, quando? címmel. A cselekmény egy csapat zsidó partizán sorsát követi a második világháborúban, s a német vonalak mögötti, a megszálló csapatok elleni harcukat mutatja be. A csapat végső célja, hogy Palesztinába eljusson, s részt vegyen a zsidó nemzeti haza építésében. Eljutnak Lengyelországba, majd Németországba, szövetségesek által megszállt területre, végül elérik Olaszországot Palesztina felé vezető útjukon. A regény elnyerte a Campiello- és a Viareggio Díjat. A művet egyértelműen Levi Auschwitzból való hazaútja inspirálta. Az út egy pontján egy cionista csoport szállt fel a vagonba, amelyen Levi utazott, s lenyűgözte erejük, céltudatuk, szervezettségük és elszántságuk.
Levi egyre elismertebb személy lett az olasz irodalmi életben, munkáit egyre több nyelvre fordították le. La tregua című munkája több olasz iskolában kötelező olvasmány lett. 1985-ben az Amerikai Egyesült Államokba utazott húsz napos előadókörútra, s bár elkísérte felesége, Lucia, az út nagyon kimerítette.
A Szovjetunióban a cenzúra nem engedte megjelenni a korai munkáit, mivel a szovjet katonákat sokkal inkább rendetlennek, hitetlennek ábrázolta, mint felszabadító hősnek. Izraelben, abban az országban, amelyet részben holokauszt-túlélők alkottak, s akik ugyanazokat a szörnyűségeket élték át, mint Levi, sok munkája héberre fordítása és kiadása csak halála után történt.

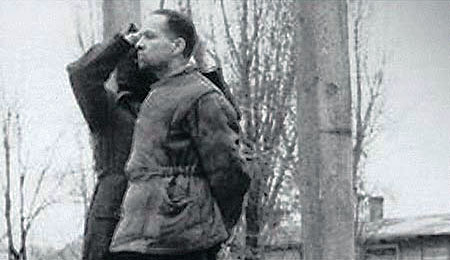
Rudolf Höß, közvetlenül kivégzése előtt

1985-ben bevezetőt írt Rudolf Höß, az auschwitzi tábor parancsnoka önéletrajza új kiadásához. Szintén 1985-ben jelent meg a La Stampa című lap számára írott esszéinek gyűjteménye L'altrui mestiere címen. Minden héten egy esszé jelent meg a lapban, témáik sokrétűek, a természet furcsaságainak tárgyalásától egészen a rövid elbeszélésig terjednek. 1986-ban jelent meg I sommersi e i salvati című munkája, amelyben elemezni próbálta, hogy az emberek miért viselkedtek úgy, ahogy Auschwitzban viselkedtek, illetve egyesek miért maradtak életben miközben mások elpusztultak. Nem ítélkezik senki felett, pusztán a bizonyítékokat mutatja be s kérdéseket tesz fel. Egy esszéjében azt vizsgálta, amit ő "szürke zónának" nevez, azokat a zsidókat, akik a németek helyett végezték a "piszkos munkát", terelték, sorba állították, fegyelmezték a foglyokat. Felteszi a kérdést, hogy mi az oka annak, hogy egy híres, koncerteken is szereplő hegedűművész a táborban ilyen feladatokat képes ellátni? Szintén 1986-ban jelent meg egy újabb, rövidebb esszégyűjteménye, a La Stampa-ban publikált írásokból, ennek címe Racconti e saggi.
Halála előtt, 1987 áprilisában Levi egy újabb esszégyűjteményen dolgozott, ezek jóval személyesebb hangvételűek voltak, s alakilag egy La Signorina-nak küldött levél formáját viselik. A kéziratból öt vagy hat fejezet létezik. Carole Angier Levi-ről írt életrajzában említi, hogy ezen esszék némelyikének sorsát nyomon követte, Levi közeli barátainak adta őket, akik elzárták azokat a nyilvánosság elől, s feltehetőleg megsemmisítették őket.

### Halála
Levi 1987. április 11-én halt meg, miután kizuhant lakása harmadik emeleti, belső udvarra nyíló ablakából. Halálát a halottkém öngyilkosságnak minősítette, Levi három életrajzírója, Angier, Thomson és Anissimov egyetértett ezzel. Utolsó éveiben egyre erősebb depressziótól szenvedett, amelynek több oka is volt: a felelősség vele együtt élő idős édesanyjáért és anyósáért, valamint az Auschwitzban átélt, soha fel nem dolgozható traumák. A Nobel-díjas, szintén holokauszt-túlélő Elie Wiesel így fogalmazott: "Primo Levi Auschwitzban halt meg, negyven évvel később." Levi néhány barátja és munkatársa nem osztotta ezt a véleményt. Az oxfordi szociológus, Diego Gambetta megjegyezte, hogy Levi semmilyen búcsúlevelet, vagy öngyilkossági szándékra utaló jegyzetet sem hagyott maga után. A fennmaradt dokumentumok és tanúvallomások mind azt sugallják, hogy utolsó hónapjaiban rövid és hosszú távú tervei egyaránt voltak. Miután megtekintette a lakáskomplexumot, ahol Levi élt, Gambetta azon a véleményen volt, hogy véletlenül veszíthette el egyensúlyát, s zuhant le. Ezt az is alátámasztja, hogy a halálát megelőző napokban orvosának szédülésről panaszkodott. A Nobel-díjas Rita Levi-Montalcini, az író közeli barátja így nyilatkozott: "Vegyészmérnökként jobb lehetőséget választott volna az öngyilkossághoz, mint azt, hogy egy keskeny lépcsőre ugrik, azt kockáztatva, hogy halál helyett csupán lebénul."

## Nézetei a nácizmusról, a Szovjetunióról és az antiszemitizmusról
Levi azért írta meg Se questo è un uomo című könyvét, hogy a szemtanú hitelességével számoljon be a haláltáborok borzalmáról. Mindamellett számos szemtanú és holokauszt-túlélő vallomását ismerte, ő maga is elment a túlélők találkozóra, s az olasz antifasiszta mozgalom egyik kiemelkedő alakja lett. 130 iskolában járt, ahol a gyerekeknek auschwitzi élményeiről mesélt. Sokkolta a revizionista nézőpont megjelenése, amely a táborok embertelenségét próbálta relativizálni – ezt ma holokauszt-tagadásnak nevezzük. Nézőpontja szerint a német haláltáborok az emberiség történelmének legsötétebb fejezetei voltak, ugyanis először történt meg, hogy egy, önmagát magasabb rendűnek nevező faj egy másik faj teljes, totális megsemmisítésére törekedett. Levi megjegyezte, hogy e törekvés rendkívül jól volt megszervezve, odáig terjedt, hogy végső megalázásként a megölt zsidók hamvait útépítéshez használták fel.
Levi elutasította azt az elképzelést, hogy Szolzsenyicin A GULAG-szigetvilág című kötetében leírt szovjet táborrendszer és a német gyakorlatilag egyforma. A halálozási ráta a legrosszabb szovjet táborokban is 30% körül volt, szemben a német haláltáborok 90-98%-os rátájával.

### A haláltáborok célja
A náci táborok célja nem egyezett meg Sztálin Gulagjainak céljával – írta Levi a Se questo è un uomo mellékletében –, bár ez „a pokol két modelljének tökéletes összehasonlítása”. A német táborok célja a zsidó faj teljes megsemmisítése volt Európában. Nem volt kivétel, senki sem mondhatott le zsidó voltáról, a nácik a zsidókat faji, nem pedig vallási csoportként kezelték. Levi, a legtöbb torinói zsidó értelmiségihez hasonlóan a második világháború előtt nem volt vallásos, ám a fasiszta faji törvények és a náci táborok megerősítették zsidó identitását. A haláltáborokba deportált sok gyermek közül szinte mindenki meghalt.
Levi világos, szenvedélyes stílusban írta meg auschwitzi szenvedései történetét, megmutatva azt a kevés emberséget is, amit ott talált. A német néppel szemben nem mutatott tartós gyűlöletet, de világossá tette, hogy a bűnösök egyikének sem bocsátott meg.

## Művei
- Se questo è un uomo (memoár, 1947, átszerkesztett utánnyomás: 1958)
- La tregua (memoár, 1963)
- Storie naturali (novellák, Damiano Malabaila álnéven, 1966)
- Vizio di forma (novellák, 1971)
- Il sistema periodico (novellák, 1975)
- L'osteria di Brema (költemények, 1975)
- Lilìt e altri racconti (novellák, 1981)
- La chiave a stella (regény, 1978)
- La ricerca delle radici (önéletrajzi írások, 1981)
- Se non ora, quando? (regény, 1982)
- Ad ora incerta (költemények, 1984)
- L'altrui mestiere (esszék, 1985)
- I sommersi e i salvati (esszék, 1986)
- Racconti e Saggi (esszék, 1986)
- Conversazioni e interviste 1963–1987 (összegyűjtött beszélgetések, posztumusz, 1997)

## Magyarul
A Galaktikában Damiano Malabaila álnéven jelentek meg novellái.
- Az olcsó rend (novella, Galaktika 6., 1973)
- A MIMETE néhány felhasználási módja (novella, Galaktika 6., 1973., utánközlés: Metagalaktika 1., 1978)
- Teljes foglalkoztatottság (novella, Galaktika 6., 1973)
- Versamina (novella, Galaktika 9., 1974)
- Szépségmérés (novella, Galaktika 9., 1974)
- Csipkerózsika a fridzsiben (novella, Galaktika 9., 1974)
- Nyugdíjazás (novella, Galaktika 10., 1974)
- "Cladonia rapida" (novella, Galaktika 36., 1979)
- Akik odavesztek és akik megmenekültek; ford. Betlen János; Európa, Bp., 1990 (Mérleg)
- Ember ez? / Fegyvernyugvás; ford. Magyarósi Gizella; Európa, Bp., 1994
- Angyali pillangó. Válogatott novellák; vál., szerk., utószó Székács Vera; Luna Könyvek–Noran 2004, Bp., 2009
- A szénatom utazása; ford. Székács Vera; Noran 2004, Bp., 2009

## Külső hivatkozások
- Angol nyelvű összkiadásának ismertetője
- Munkái, illetve a róla szóló munkák az archive.org oldalán
- Nemzetközi Primo Levi centrum
- A New York-i Primo Levi-centrum honlapja
- A The Scriptorium Primo Levi-oldala, néhány írásával
- Cikk Primo Leviről a Paris Review 1995. tavaszi számában, Diego Gambetta tollából

## Fordítás
- Ez a szócikk részben vagy egészben  a   Primo Levi című angol Wikipédia-szócikk ezen változatának fordításán alapul.  Az eredeti cikk szerkesztőit annak laptörténete sorolja fel. Ez a jelzés csupán a megfogalmazás eredetét és a szerzői jogokat jelzi, nem szolgál a cikkben szereplő információk forrásmegjelöléseként.